# رجل أفضل (فلم)
رجل أفضل فيلم وثائقي كندي لعام 2017 يشارك فيه عطية خان ولورنس جاكمان.
تلتقي خان، وهي واحدة من الناجين من العنف المنزلي، مع الرجل الذي أساء معاملتها لمعرفة ما إذا كان يمكنه تحمل مسؤولية الشفاء وإصلاح الأضرار التي فعلها بها. كان أول لقاء مصور بينها وبين صديقها السابق، تم وصفه فقط باسم «ستيف»، في أبريل 2013. قام تود أوغستا سكوت، وهو مستشار بارز في مجال العنف المنزلي، بتسهيل الكثير من الجلسات.
يتبعهم الفيلم مرة أخرى إلى مدرستهم الثانوية القديمة بالإضافة إلى شقة في أوتاوا، ويظهر كيف أن العنف لا يزال يؤثر على خان.
تم تمويل الفيلم من خلال تمويل جماعى من خلال موقع إينديجوجو. جمع أكثر من 10,000 دولار كندي، مما يجعلها واحدة من أنجح حملات التمويل الجماعي في التاريخ الكندي. عند صدور التقرير، جاءت معظم التعليقات إيجابية من النقاد، واختير كواحد من أفضل 10 أفلام لعام 2017 من قبل ذا جلوب اند ميل.

## روابط خارجية
- رجل أفضل على موقع IMDb (الإنجليزية)
- رجل أفضل على موقع روتن توميتوز (الإنجليزية)
- رجل أفضل على موقع فيلمافينيتي (الإسبانية)
- رجل أفضل على موقع قاعدة بيانات الفيلم (الإنجليزية)
- رجل أفضل على موقع ليتربوكسد (الإنجليزية)